# Yves Moknachi
Yves Moknachi, né le 1er septembre 1935 à Philippeville (aujourd'hui Skikda) (Algérie française) et décédé le 18 août 2016 à Blois, est un footballeur français reconverti entraîneur.

## Biographie

### Joueur
Mokhnachi naît en 1935 à Philippeville ou Skikda en Algérie française. Par la suite, il accompagne sa famille qui déménage en Tunisie. Baigné dans le milieu du ballon rond enfant, il est remarqué à 19 ans par la cellule de recrutement du Havre, alors qu’il s’exerce dans le club de Tunis, où il se rend en 1954. Il y passe deux bonnes saisons mais dois passer son service militaire en Algérie. De retour au pays, Mokhnachi participe, en parallèle, au championnat de football pendant 27 mois avec le FC Oran.
Après cette expérience, Mokhnachi fait son retour dans l’Hexagone, à Limoges où il est titulaire en 2e division. En 1967, il débarque à l'AAJ Blois (D3) où il termine sa carrière à 35 ans par une montée en D2.

### Entraîneur
Tout de suite après avoir raccrochés les crampons, il devient l'adjoint de Roger Meerseman à Blois après la montée en D2 acquise. Entre 1975 et 1977, il revient à l'AAJB comme entraîneur principal.
Il entraîne ensuite Montoire-sur-le-Loir en départementale puis Villeneuve-sur-Lot en DH jusqu'en 2003. Il révèle notamment Francis N'Ganga et José Touré,.
Après sa vie sportive, Yves Mokhnachi prend un poste d'employé municipal comme gardien du camping de la Boire à Blois. Il y décède le jeudi 18 août 2016, dans le quartier de Vienne où il réside, dans sa 81e année.

## Style
Yves évolue au poste de milieu offensif créateur, doté de qualités de dribbleur et de passeur,.